# Robert Soloway
Robert Alan Soloway även känd som Spamkungen (född 1980) har grundat det så kallade "Strategic Partnership Against Microsoft Illegal Spam" eller SPAMIS, men samtidigt så anklagas själv för att vara en av Internets främsta spammare genom sitt företag Newport Internet Marketing  . 30 maj 2007 arresterades han för penningtvätt, identitetsstöld och brev- och mejlbedrägerier.

## Spamtaktiker
Soloway har använt sig av kapade zombiedatorer och spoofing och har sedan 2003 skickat ut miljontals spam-mejl. En del av de mail som skickats av Soloways företag innehöll falsk information i sidhuvudet som gjorde att de tycktes vara sända ifrån MSN eller Hotmailadresser. Detta ledde till att han blev stämd av Microsoft och dömdes att betala 7 miljoner USD i december 2003. Han stämdes också av ett litet företag från Oklahoma där han dömdes att betala 10 miljoner USD. 
Detta hindrade dock inte Soloway ifrån att fortsätta att skicka ut skräppost. Soloways företag var mellan juni 2004 och april 2005 ansvarigt för en skräppostskampanj (som skickades från open proxy) för diverse webbsidors räkning där de lovade att mottagarens webbadress skulle skickas till flera miljoner opt-in email adresser. Senare hävdade han att eftersom tjänsten var gratis var den inte olaglig enligt antispamlagen CAN-SPAM. En disclaimer i spammejlet sa "the above emailing is only free if you are a nonprofit organization that aids child abuse victims."
Soloway hävdade att hans företag hade tagit bort alla MSN och Hotmail-adresser från sina mejlinglistor. Han menade att det var företagets underleverantörer som hade fortsatt med den här illegala aktiviteten. Underleverantörerna har sagts upp enlight Soloway och han har nu själv tagit över mejlandet genom att använda spamprogrammet Dark Mailer.
Han drev ett företag i Seattle som han kallade "Broadcast Email Service" som erbjöd olika mejl-tjänster antingen per kontrakt eller också kunde företaget tillhandahålla ett program som lovar att erbjuda köparen möjligheten att skicka ut mejl till 2 500 000 "opt-in email"-adresser gratis. Mejl som gör reklam för Soloways företag har också skickats ut med falska sidhuvuden där det står att mejlet har skickats från samma mejl-adress som står som mottagare.
Det har rapporterats att Soloway byter IP-adresser för sin hemsida för att undvika att bli upptäckt. 2006 registrerade han dem genom en kinesisk internetleverantör för att dölja sitt engagemang i projektet.

## Arresterad maj 2007
Han arresterades den 30 maj 2007 efter att en jury åtalat honom på 35 punkter, bland annat penningtvätt, identitetsstöld och brev- och mejlbedrägerier. Om han döms riskerar han ett 65 års fängelsestraff, 250 000 USD i böter och dessutom kommer man att frysa 773 000 USD av hans förmögenhet då de har kommit från hans illegala verksamheter.